# Troglocarcinus stimpsoni
Troglocarcinus stimpsoni är en kräftdjursart som beskrevs av Antoinette Fize och Serene 1956. Troglocarcinus stimpsoni ingår i släktet Troglocarcinus och familjen Cryptochiridae. Inga underarter finns listade i Catalogue of Life.